# Man-tegen-mangevecht

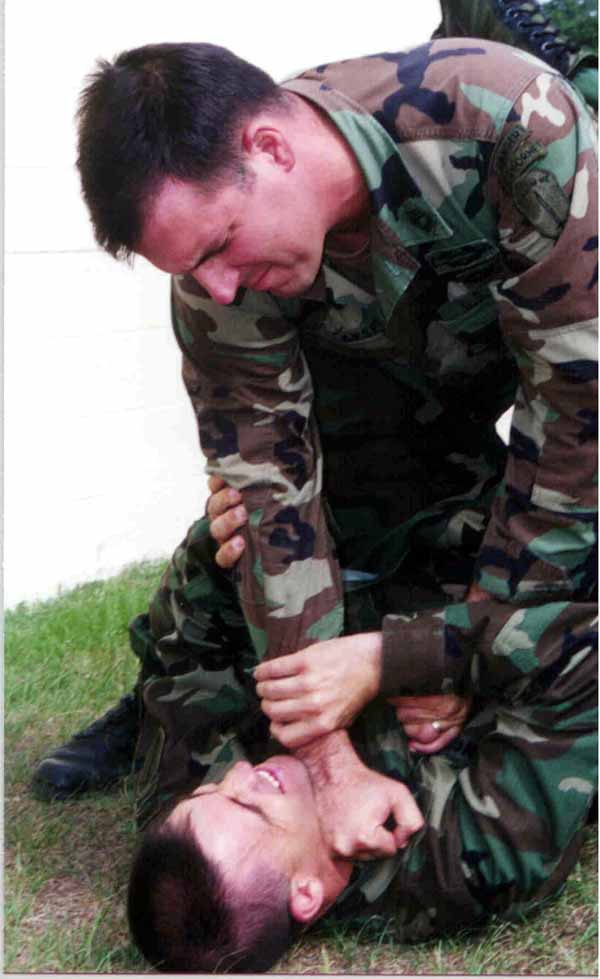
Wurggreep in een man-tot-man-gevechtstraining

Een man-tegen-mangevecht of lijf-aan-lijfgevecht is een algemene term die vaak refereert aan het vechten zonder wapens in militaire vorm. Dit onderscheidt het van gevechtssporten. De uitdrukking man tegen man suggereert een ongewapend gevecht maar vaak worden ook wapens, zoals de bajonet, gebruikt.